# ویا تکنالوجیز

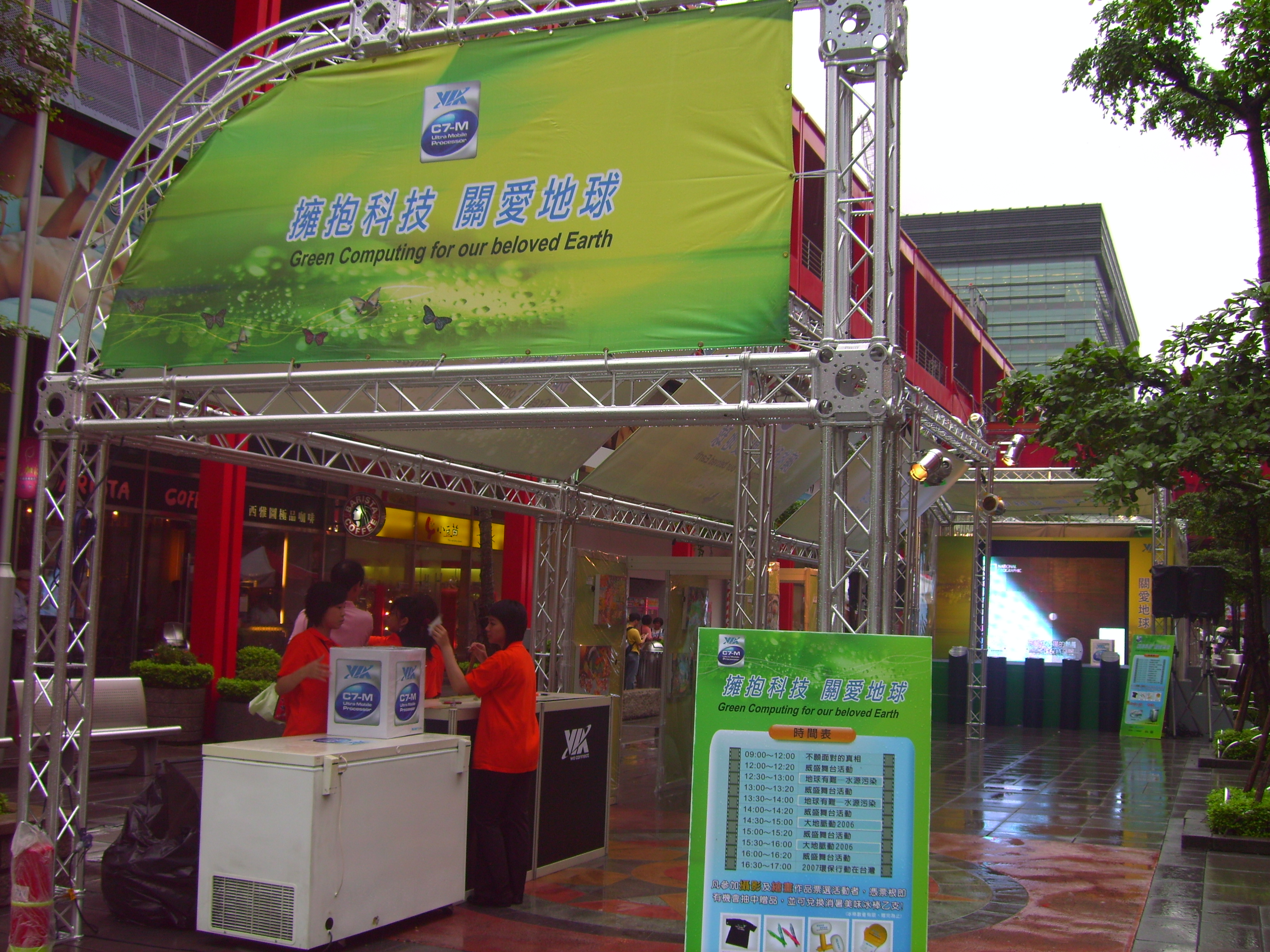
غرفه نمایشگاه ویا تکنالوجیز

ویا تکنالوجیز (انگلیسی: VIA Technologies) شرکت سخت‌افزار رایانه تایوانی است، که در سال ۱۹۸۷ تأسیس شد.